# 11245 Hansderijk
11245 Hansderijk là một tiểu hành tinh vành đai chính với chu kỳ quỹ đạo là 1385.0916963 ngày (3.79 năm).
Nó được phát hiện ngày 16 tháng 10 năm 1977.